# 圣艾蒂安有轨电车T1线
圣艾蒂安有轨电车T1线（法語：Ligne T1 du tramway de Saint-Étienne）是法国东南部城市圣艾蒂安的一条有轨电车线路。

## 历史
圣艾蒂安有轨电车T1线最初出现于1881年，后经多处延伸、调整，于1991年形成现有走向。2006年对市中心部分路段进行的改道，形成了三个单向停靠的车站，2010年开始使用“T1”作为线路标志。

## 路线
圣艾蒂安有轨电车T1线呈南北走向，途径两个市镇，横穿圣艾蒂安老城区，全长9.3公里，共设有27个车站，其中3个车站为单向停靠。为米轨双线铁路，全程路段均为接触网供电。

## 运营
圣艾蒂安有轨电车T1线的高峰期最低间隔约为5分钟一班，全程运行时间大约为35分钟。运行时间为4:02至次日0:24，其中自南往北方向的末班车仅在美景站和平台站区间运行。2015年，圣艾蒂安有轨电车T1线的搭载乘客平均每天3.8万人次。

## 车型
圣艾蒂安有轨电车T1线使用两种类型的列车：
- 阿尔斯通Vevey-Düwag，于1991至1998年间投入，全长24.23米，两节编组，单侧驾驶室，右侧开门。
- CAF Urbos，于2016至2017年间投入，全长33米，5节编组，双侧驾驶室，双侧开门。

列车可与其他线路混用。

## 车辆所
T1线的车辆所为“大桅杆”（Grand Mât），位于尚皮罗勒公园和西蒙·韦尔高级中学两站之间。

## 站点设置
| 圣艾蒂安有轨电车T1线线路表          |                             |                |                             |
| 车站名称                            | 站台类型                    | 所在市镇       | 可换乘线路                  |
| Hôpital Nord 雅雷地区圣普列-北医院  | 西班牙式站台，右侧开门      | 雅雷地区圣普列 | 37                          |
| Parc-Champirol 尚皮罗勒公园         | 双侧式站台                  | 雅雷地区圣普列 | P+R停车场                   |
| Lycée Simone Weil 西蒙·韦尔高级中学 | 双侧式站台                  | 雅雷地区圣普列 | 16 17                       |
| Cité Agriculture 农业文化城         | 双侧式站台                  | 雅雷地区圣普列 |                             |
| Musée Art Moderne 现代艺术博物馆    | 双侧式站台                  | 雅雷地区圣普列 |                             |
| Terrasse 平台                       | 双侧式站台                  | 圣艾蒂安       | 平台火车站 M8 17 25 27 stas |
| Quartier Grouchy 格鲁希街区         | 双侧式站台                  | 圣艾蒂安       |                             |
| Geoffroy Guichard 热夫鲁瓦·吉夏尔   | 双侧式站台                  | 圣艾蒂安       |                             |
| Rue Barra 巴拉街                    | 双侧式站台                  | 圣艾蒂安       |                             |
| Chaléassière 沙莱阿西耶尔           | 双侧式站台                  | 圣艾蒂安       |                             |
| Cité du design 设计城               | 双侧式站台                  | 圣艾蒂安       |                             |
| Place Carnot 卡尔诺广场             | 双侧式站台                  | 圣艾蒂安       | 卡尔诺火车站 M8 10 12 21    |
| Grand Gonnet 大戈奈                 | 双侧式站台                  | 圣艾蒂安       | 10 12                       |
| Place Jean Jaurès 让·饶勒斯广场     | 双侧式站台                  | 圣艾蒂安       | 10 12                       |
| Hôtel de Ville 市政厅               | 双侧式站台                  | 圣艾蒂安       | M2 M3 M7 12 13 16 21 24     |
| Peuple Foy 信仰之徒                 | 单侧式站台 （南行单侧停靠） | 圣艾蒂安       | M2 M3 M7 12 13 16 21 24     |
| Place Gambetta 甘必大广场           | 单侧式站台 （北行单侧停靠） | 圣艾蒂安       |                             |
| Bourse du Travail 劳保局            | 单侧式站台 （南行单侧停靠） | 圣艾蒂安       |                             |
| Saint-Louis 圣路易                  | 单侧式站台 （北行单侧停靠） | 圣艾蒂安       |                             |
| Anatole France 阿纳托勒·法郎士      | 非对称双侧式站台            | 圣艾蒂安       |                             |
| Campus de Tréfilerie 特雷菲勒里校区 | 双侧式站台                  | 圣艾蒂安       |                             |
| Centre Deux 中二                    | 双侧式站台                  | 圣艾蒂安       |                             |
| Bicentenaire 双人瑞                 | 双侧式站台                  | 圣艾蒂安       |                             |
| Bellevue 美景                       | 双侧式站台                  | 圣艾蒂安       | 美景火车站 M1 M4 M7 22 23   |
| Hôpital Bellevue 美景医院           | 双侧式站台                  | 圣艾蒂安       | M1 M4                       |
| Paul Louis Courier 保罗·路易·库里耶 | 双侧式站台                  | 圣艾蒂安       |                             |
| Solaure 索洛尔                      | 单侧式站台                  | 圣艾蒂安       | M1                          |
| 1.                                  |                             |                |                             |